# Orde del Toisó d'Or

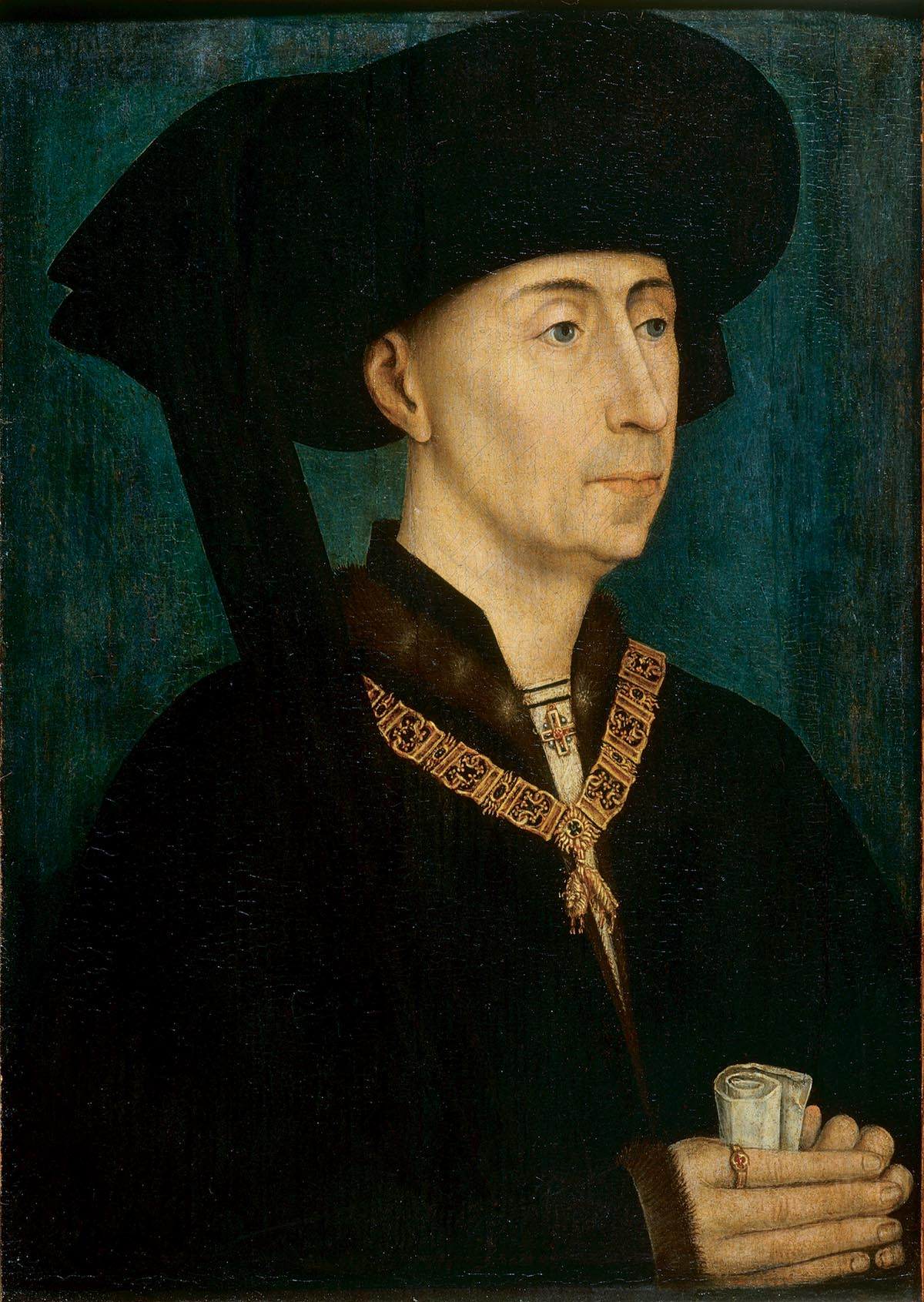
Felip III de Borgonya fundador de l'orde, pintat per Rogier van der Weyden

L'Insigne Orde del Toisó d'Or és un orde civil i de cavalleria fundat l'any 1429 per Felip III el Bo, duc de Borgonya i comte de Flandes. Posteriorment, l'orde va quedar vinculat als seus descendents, els àustries espanyols, i posteriorment als borbons espanyols.

## Història
El fundador fou el duc de Borgonya i comte de Flandes Felip III de Borgonya per celebrar el seu matrimoni amb la princesa portuguesa Isabel de Portugal, filla del Rei de Portugal Joan I de la dinastia Avís, a la vila de Bruges (encara que es va crear amb l'objecte de recordar la gran batalla que l'israelita Gedeó va guanyar als madianites per a la defensa de l'església de Déu). Va ser creat seguint el model de l'Orde de la Lligacama anglès, del qual Felip havia estat nomenat membre l'any 1422, però dedicat a Sant Andreu (Felip havia rebutjat l'elecció per no ofendre al rei de França, Carles VII).

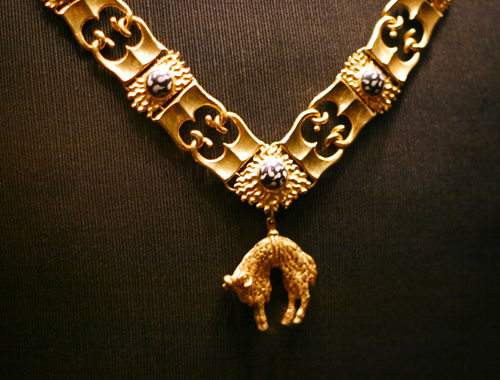
Insígnia de l'orde del Toisó d'Or

La insígnia consisteix en una pell de moltó d'or (recordant la llegenda del Velló d'or que Gedeó va oferir a Déu en sacrifici i acció de gràcies per la victòria aconseguida contra els madianites), suspesa en un collaret. El collaret comprèn una alternança d'encenedors (instrument d'acer en forma de B per fregar els pedrenyals, que era l'emblema de Felip el Bo) i de pedrenyals o pedres fogueres d'on emergeixen de les flames. Aquests símbols il·lustren la divisa de l'orde: Anta Ferit Quam Flamma Micet (Fereix abans que la flama brilli). Alguns pensen també que l'encenedor és estilitzat en dues B entrellaçades recordant la sobirania dels ducs sobre «les dues Borgonyes» (el ducat i el Comtat de Borgonya). Els cavallers de l'orde també poden portar la insígnia en un cordó vermell penjat al coll.
La butlla de confirmació de l'Orde i d'aprovació de les seves constitucions i ordenances les va donar el papa Eugeni IV el 7 de setembre de 1433 sent les dignitats de l'Orde quatre: el canceller, el tresorer, el rei d'armes i el secretari, corresponent el gran Mestrat al rei d'Espanya per butlles dels pontífexs Gregori XIII, de 1574 i de Climent VIII de 1600. En casar-se l'hereva de la casa de Borgonya, Maria amb l'arxiduc Maximilià I d'Habsburg, l'orde va quedar vinculat a la Casa d'Àustria, i posteriorment als Àustria espanyols.

### Cavallers originals
Al primer capítol de l'orde, celebrat a Lille l'any 1431, hi havia 24 cavallers i el gran mestre. En aquest mateix capítol es van nombrar dos nous cavallers. Els 25 cavallers originals són:
1. Felip III el Bo, duc de Borgonya i primer gran mestre.
2. Guillem de Vienne, senyor de Saint-George.
3. Regnier Pot, senyor de la Prugne.
4. Jehan, senyor de Roubaix.
5. Roland d'Uutkercke, senyor d'Hemsrode.
6. Antoine de Vergy, comte de Dammartin.
7. David de Brimeu, senyor de Ligny.
8. Hue de Lannoy, senyor de Santes.
9. Jehan, senyor de Comines.
10. Antoine de Toulonjon.
11. Pere de Luxemburg, comte de Saint-Pol.
12. Jehan de la Trémoille, senyor de Jonvelle.
13. Guilbert de Lannoy, senyor de Villerval.
14. Joan II de Luxemburg, comte de Ligny.
15. Jehan de Villers, senyor de l'Isle-Adam.
16. Antoine de Croy, comte de Porcéan.
17. Florimond de Brimeu, senyor de Massincourt.
18. Robert, senyor de Masmines.
19. Jacques de Brimeu, senyor de Grigny.
20. Baudouin de Lannoy, senyor de Molembaix.
21. Pierre de Bauffremont, comte de Charny.
22. Philippe, senyor de Ternant.
23. Jehan de Croy, comte de Chimay.
24. Jehan, senyor de Créqui.
25. Jehan de Neufchâtel, senyor de Montagu.

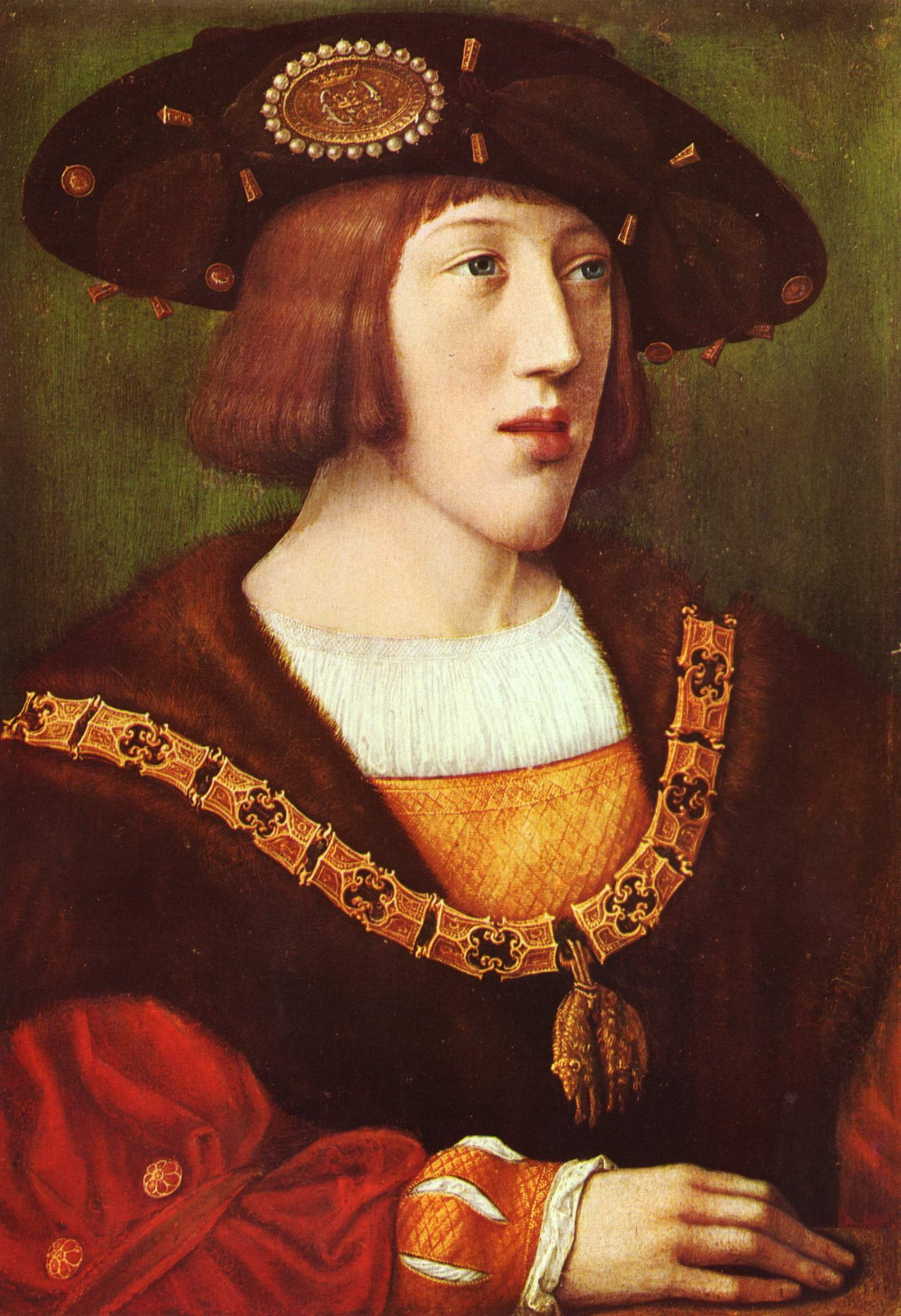
Carles V amb la insígnia de l'orde, pintat per Bernaerd van Orley

## Grans mestres de l'orde
- 1. Felip III, duc de Borgonya (10 gener 1430 - 15 juny 1467)
- 2. Carles el Temerari, duc de Borgonya (15 juny 1467 - 5 gener 1477)
- 3. Maximilià I, emperador germànic (30 abril 1478 - 27 març 1482)
- 4. Felip I, rei consort de Castella i duc de Borgonya (27 març 1482 - 25 setembre 1506)
- 5. Carles V, emperador germànic i rei d'Espanya (25 setembre 1506 - 22 octubre 1555)

- 6. Felip II, rei d'Espanya i Portugal (22 octubre 1555 - 13 setembre 1598)
- 7. Felip III, rei d'Espanya i Portugal (13 setembre 1598-31 març 1621)
- 8. Felip IV, rei d'Espanya i Portugal (31 març 1621 - 17 setembre 1665)
- 9. Carles II, rei d'Espanya (17 setembre 1665 - 1 novembre 1700)

A la mort de Carles II de Castella, els dos pretendents al tron, Felip d'Anjou (futur Felip V) i l'arxiduc Carles d'Àustria (futur emperador Carles VI) van ostentar la dignitat de gran mestre de l'orde. Pretendents:
- 10. Felip V, rei d'Espanya (1 Novembre 1700 - 14 gener 1724) i (31 agost 1724 - 9 juliol 1746) legítim.
- 10. Carles VI, arxiduc d'Àustria (1 Novembre 1700 - 1725) Carles VI; gran mestre de l'Orde (1725 - 20 Octubre 1740)

El 1725 un tractat entre ambdós sobirans va reconèixer a Carles VI la dignitat de gran mestre de forma vitalícia, però posteriorment, la sobirania de l'orde passaria a la Casa de Borbó. No obstant això, a la seva mort, els emperadors del Sacre Imperi primer i els d'Àustria després van seguir ostentant el Gran Mestrat de la branca austríaca de l'orde, sense atendre les protestes dels sobirans espanyols, els quals van qüestionar sempre la seva legitimitat.

### Grans mestres de la branca espanyola
- 11. Lluís I; Rei d'Espanya (1724, 14 gener - 31 agost).
- 12. Ferran VI; Rei d'Espanya (9 juliol 1746 - 10 agost 1759).
- 13. Carles III; Rei d'Espanya (10 agost 1759 - 14 desembre 1788).
- 14. Carles IV; Rei d'Espanya (14 desembre 1788 - 19 març 1808).

Van existir certes controvèrsies sobre la seva concessió durant la Guerra del Francès. El fet que Josep I Bonaparte fóra gran mestre de l'orde i concedís el Toisó d'Or a Napoleó va causar l'empipament de l'exiliat rei de França Lluís XVIII, que va retornar la seva distinció en protesta. Al seu retorn, el rei Ferran VII va revocar totes les distincions concedides per Josep Bonaparte.
L'any 1812, la Regència espanyola va concedir el Toisó d'Or al duc de Wellington, que va ser confirmat pel rei Ferran VII al prendre el poder el 1813 després de consultar-ho amb el papa Pius VII. D'aquesta forma, el duc de Wellington va ser el primer protestant a ostentar aquesta distinció. Posteriorment, també cristians ortodoxos van rebre aquesta dignitat.
També durant les guerres carlines, els partidaris de Carles Maria Isidre de Borbó van qüestionar la legitimitat d'Isabel II d'Espanya com gran mestre de l'orde i el seu dret a atorgar el Toisó d'Or.
- 17. Isabel II; (29 setembre 1833 - 30 setembre 1868), Reina a l'exili (30 setembre 1868 - 29 desembre 1874).
- 18. Alfons XII; (29 desembre 1874 - 25 Novembre 1885)
- 19. Alfons XIII; (17 maig 1886 - 15 gener 1941) de l'Orde del Toisó espanyol i (gener 1919 - 15 gener 1941) Gran Mestre del Toisó d'Or; Rei d'Espanya (17 maig 1886 - 14 abril 1931). El 1936 hereta tots els possibles drets carlistes.
- 20. Joan de Borbó; Gran Mestre del Toisó (15 gener 1941 - 1957), del Toisó espanyol (1957 - 14 maig 1977) i Cap de la Casa Reial Espanyola, Comte de Barcelona (15 gener 1941 - 14 maig 1977) any de la seva abdicació formal.
- 21. Joan Carles I, Rei d'Espanya (Gran Mestre 14 maig 1977 - 19 de juny 2014) any de la seva abdicació. La dignitat de gran mestre va quedar en les seves mans després de la renúncia formal a la Prefectura de la Casa Real de part del Comte de Barcelona, el seu pare, (14 maig 1977).
- 22. Felip VI, Rei d'Espanya (des de 19 de juny 2014)

### Grans mestres de la branca austríaca
- 10. Carles VI; Emperador del Sacre Imperi (1725 - 20 octubre 1740)
- 11. Francesc I; Emperador del Sacre Imperi i Duc de Lorena (20 octubre 1740 - 18 agost 1765)
- 12. Josep II, Emperador del Sacre Imperi (8. agost 1765 - 20 febrer 1790)
- 13. Leopold II; Emperador Sacre Imperi (20 febrer 1790 - 1 març 1792)
- 14. Francesc II; Emperador del Sacre Imperi (1 març 1792 - 6 agost 1806) i d'Àustria (6 agost 1806 - 2 març 1835)
- 15. Ferran I; Emperador d'Àustria(2 març 1835 - 2 desembre 1848)
- 16. Francesc Josep I; Emperador d'Àustria (fins a 1867) i d'Àustria-Hongria (2 desembre 1848 - 21 novembre 1916)
- 17.Carles I; Emperador d'Àustria-Hongria (21 novembre 1916 - 1 abril 1922)

Després de la desaparició de l'Imperi Austrohongarés, el rei dels belgues, Albert I va reclamar que la dignitat de gran mestre i el tresor de l'orde li fossin transferits com a sobirà de les antigues terres de Borgonya. Aquesta reclamació va arribar a ser considerada seriosament durant les negociacions del Tractat de Versalles, però finalment rebutjada a causa de la intervenció del rei d'Espanya, Alfons XIII, que va prendre possessió de les propietats de l'orde en nom del destronat emperador Carles I d'Àustria-Hongria.
- 18. Otó d'Habsburg-Lorena; Cap de la Casa Imperial (1 abril 1922 - 30 novembre 2000) El govern de la República Austríaca va reconèixer el 1957 la personalitat jurídica de l'orde a Àustria, assignant la dignitat de gran mestre a l'arxiduc Otó, cap de l'antiga Casa Imperial.

- 19. Arxiduc Carles d'Habsburg-Lorena, Carles II d'Àustria; Cap de la Casa Imperial (des de 30 novembre 2000) El seu actual gran mestre és el cap de la casa imperial Carles.

## Composició

### Membres
El nombre original de membres va ser de 24 cavallers i el sobirà. A les constitucions de l'orde del 27 de novembre de 1431 el número s'elevà a 30 més el sobirà. L'any 1516, Carles I tornà a elevar el nombre fins a 50 més el sobirà, composició que ha quedat fins a dia d'avui.
Actualment, la branca espanyola de l'orde té 15 membres: 3 dames i 12 cavallers:
| #          | Cavaller / dama | Cavaller / dama             | Armes  | Investidura | Notes | Ref.   |
| ---------- | --------------- | --------------------------- | ------ | ----------- | --- | ------ |
| 1 (1.175)  |                 | Joan Carles I d'Espanya     |        | 1941        | XXI gran mestre (1977-2014) Rei d'Espanya (1975-2014)                                                     | [ 2 ]  |
| 2 (1.182)  |                 | Felip VI d'Espanya          |        | 1981        | XXII i actual gran mestre i rei d'Espanya (des de 2014)                                                   | [ 3 ]  |
| 3 (1.184)  |                 | Carles XVI Gustau de Suècia |        | 1983        | Rei de Suècia (des de 1973)                                                                               | [ 4 ]  |
| 4 (1.187)  |                 | Akihito del Japó            |        | 1985        | Emperador del Japó (1989-2019)                                                                            | [ 5 ]  |
| 5 (1.189)  |                 | Beatriu dels Països Baixos  |        | 1985        | Primera dama de l'orde Reina dels Països Baixos (1980-2013)                                               | [ 6 ]  |
| 6 (1.190)  |                 | Margarida II de Dinamarca   |        | 1985        | Reina de Dinamarca (1972-2024)                                                                            | [ 7 ]  |
| 7 (1.193)  |                 | Albert II de Bèlgica        |        | 1994        | Rei dels Belgues (1993-2013)                                                                              | [ 8 ]  |
| 8 (1.194)  |                 | Harald V de Noruega         |        | 1995        | Rei de Noruega (des de 1991)                                                                              | [ 9 ]  |
| 9 (1.195)  |                 | Simeó II de Bulgària        |        | 2004        | Tsar de Bulgària (1943-1946) Primer ministre de Bulgària (2001-2005)                                      | [ 10 ] |
| 10 (1.197) |                 | Enric de Luxemburg          |        | 2007        | Gran duc de Luxemburg (des de 2000)                                                                       | [ 11 ] |
| 11 (1.200) |                 | Javier Solana de Madariaga  |        | 2010        | Secretari general de l'OTAN (1995-1999)                                                                   | [ 12 ] |
| 12 (1.201) |                 | Víctor García de la Concha  |        | 2010        | Director de la Reial Acadèmia Espanyola (1998-2010) Director de l'Institut Cervantes (2012-2017)          | [ 13 ] |
| 13 (1.202) |                 | Nicolas Sarkozy             |        | 2011        | President de la República Francesa i copríncep d'Andorra (2007-2012)                                      | [ 14 ] |
| 14 (1.203) |                 | Enrique Iglesias García     |        | 2014        | President del Banc Iberoamericà de desenvolupament (1988-2005) Secretari general iberoamericà (2005-2014) | [ 15 ] |
| 15 (1.204) |                 | Elionor de Borbó            |        | 2015        | Princesa d'Astúries (des de 2014)                                                                         | [ 16 ] |
| 16–51      | Vacant          | Vacant                      | Vacant | Vacant      | Vacant | Vacant |

### Oficials
L'any 1437 es varen publicar unes ordenances per a regular el nombre i funcions dels oficials de l'orde, que eren 4: el canceller, el tresorer, el grefier i el rei d'Armes, dit Toisó d'Or.
Dins la branca espanyola de l'orde, existiren les posicions dels oficials fins l'arribada de la república l'any 1931. Quan la monarquia fou restaurada l'any 1975, es restaurà l'Orde del Toisó d'Or però no els seus oficials.

## Capítol del Toisó d'Or a Barcelona (1519)
L'any 1519 Carles V va celebrar el capítol d'aquest orde a Barcelona, concretament a la catedral de Barcelona. Els escuts dels cavallers participants, encara es conserven pintats als respatllers del cadirat del cor. Les pintures heràldiques són obra del pintor Joan de Borgonya. Són 64 en total, i representenː
- 50 cadirats dels cavallers de l'orde
- 1 de Carles V
- 1 de Maximilià I del Sacre Imperi Romanogermànic
- 6 amb frases laudatòries
- 4 amb divises borgonyones
- 2 amb les dates de celebració.

## Tresor
El tresor de l'orde es va conservar a Brussel·les fins que va ser traslladat a Viena per evitar que Napoleó se l'apropiés. Així, l'any 1797 va ser incorporat a la cambra del tresor del palau de Hofburg, on encara es troba actualment.
Inclou insígnies, la creu que servia per als juraments, indumentària civil i una extraordinària col·lecció d'ornaments litúrgics. medievals.

## Insígnia
|                                         |
| Collar (Branques espanyola i austríaca) |

| Branca espanyola            | Branca espanyola                                        | Branca austríaca |
| --------------------------- | ------------------------------------------------------- | ---------------- |
|                             |                                                         |                  |
| Insígnia de coll del Sobirà | Insígnia de coll de cavaller i Insígnia de coll de Dama | Insígnia de coll |